# 塗られた本
『塗られた本』（ぬられたほん）は、松本清張の長編小説。『婦人倶楽部』（1962年1月号 - 1963年5月号）に連載され、1984年5月に講談社ノベルスから刊行された。小さな出版社の女社長の、野心と愛の行方を描くサスペンス・ロマン。
2007年にテレビドラマ化されている。

## あらすじ
小さな出版社を経営する紺野美也子は、伝手を使い、売れっ子作家の青沼禎一郎に原稿の執筆を依頼した。無名出版社の大胆な要求に呆れる青沼だったが、美也子は女を武器にした強引な手管を駆使、ついに青沼は執筆依頼を呑む。美也子の夫・卓一は純粋な人で、美也子は愛する夫の詩集の出版を目標としていた。だが他方、美也子は資金を得るため、R銀行頭取の井村重久に融資を依頼する。実は井村は、美也子の結婚以前から関係の続く愛人でもあった。
ある日、井村から一泊旅行に誘われた美也子。しかし旅先にて思わぬトラブルが発生、美也子の行動を疑う女性も出現し、次第に追い詰められる彼女を待ち受けていた運命とは…。

## 主な登場人物
- 原作における設定を記述。

紺野美也子
小さな出版社の社長。以前は銀座で水商売をしていた。
紺野卓一
美也子の夫。少年の頃から詩を書き続けている。
野見山房子
若い新進女優。
青沼禎二郎
流行作家。女性ファンも多い。
井村重久
R銀行頭取。妻と別居状態。
谷尾重夫
青沼と同傾向の作風を持つ流行作家。

## テレビドラマ
「松本清張スペシャルドラマ・塗られた本」。2007年12月17日、TBS系列「月曜ゴールデン」の枠（21:00-22:54）にて放映。原作と異なるオリジナルのラストとなっている。

### キャスト
- 紺野美也子（出版社「メデイア出版」社長）：沢口靖子
かつて銀座でホステスをしていた。作家である夫と結婚したが、売れなくなった夫の受け皿とすべく、小さな出版社を経営している。ジリ貧状態から脱出すべく、売れっ子作家の青沼を口説きにかかるが……。
- 紺野卓一（美也子の夫。作家）：勝村政信
芥川賞作家であるが、脳の病気を患い、長期療養中。日常生活に支障が出ている。
- 青沼禎一郎（売れっ子の作家）：吹越満

美也子の強引なアプローチに負け、執筆のオファーを受けるが……。
- 野見山房子：岩佐真悠子

俳優のタマゴ。アルバイト先のクラブで青沼と知り合う。ある意図を持って卓一に近づく。
- 小川継男（出版社「リエゾン」社長）：小野武彦
- 井村重久（東京興和銀行支店長）：本田博太郎

美也子の銀座ホステス時代からの愛人
- 島本隆（神奈川県警本部刑事）：山本龍二
- 近藤拓馬（神奈川県警本部刑事）：尾崎右宗
- 山田慎司（井村の部下）：木下ほうか
- 古館：加藤満
- 谷尾（作家）：岡田浩暉
- 小野沢知子
- 吉田玲奈
- 北原ひとみ
- 櫛田医師（卓一の主治医）：中原丈雄
- かねもくけんじ
- いぬいりさこ
- 蛭子直和

### スタッフ
- 製作：ドリマックス・テレビジョン、TBS
- 原作：松本清張
- 企画協力：菊地実（ナック）
- 脚本：田中晶子
- プロデューサー：山田高道、橋本孝
- 演出：竹之下寛次
- 編集：新井孝夫
- 技術協力：東通
- カースタント：タカハシレーシング

| TBS系列 月曜ゴールデン                       | TBS系列 月曜ゴールデン                             | TBS系列 月曜ゴールデン                 |
| 前番組                                       | 番組名                                             | 次番組                                 |
| -------------------------------------------- | -------------------------------------------------- | -------------------------------------- |
| 夜の終わる時 (原作：結城昌治) （2007.12.10） | 松本清張スペシャルドラマ 塗られた本 （2007.12.17） | 万引きGメン・二階堂雪16 （2007.12.24） |